# 大阪市立白鷺中学校
大阪市立白鷺中学校（おおさかしりつ しらさぎちゅうがっこう）は、大阪府大阪市東住吉区にある公立中学校。通称は白中（しらちゅう）である。
学校名は、校区内にある地区公園・白鷺公園（平野白鷺公園）に直接の由来がある。また鳥のシラサギ（白鷺）が穏和・優雅な性格を持つということから、鳥のシラサギのイメージにもかけている。

## 沿革
大阪市立東住吉中学校の生徒数急増による学校過密化を背景に、1960年に東住吉区今川町362番地（現在地）に東住吉中学校の分校が設置された。分校では1年生の生徒を収容していた。
分校は8年後の1968年に独立することになり、1968年4月1日付で大阪市立白鷺中学校として独立開校した。
独立開校の際には分離元の東住吉中学校校区から大阪市立育和小学校の校区を引き継いだ上で、従来の大阪市立中野中学校校区から大阪市立今川小学校の校区を編入している。
初年度は育和小学校校区在住の1・2年生と、今川小学校校区在住の1年生が入学・転入学している。

### 年表
- 1960年4月 - 現在地に大阪市立東住吉中学校の分校を設置。
- 1968年 - 大阪市立白鷺中学校として分離独立。
- 1974年 - 養護学級設置。
- 1987年 - 小体育館設置。
- 2018年 - 50周年記念式典実施。
- 2019年 - キャリア教育優良校として文部科学大臣表彰表彰。

## 通学区域
- 大阪市立育和小学校、大阪市立今川小学校の通学区域。

大阪市東住吉区 杭全、今林、今川、中野1-2丁目、駒川1丁目（一部）、駒川2丁目、西今川1丁目（一部）、西今川2丁目（一部）、西今川3丁目、西今川4丁目

## 部活動
野球部、サッカー部、水泳部、陸上部、バレーボール部、バスケットボール部、バドミントン部、卓球部、登山同好会、コーラス部、美術部、飼育園芸部、茶道部、演劇部、家庭科部、ESS
- コーラス部は、2011年のNHK全国学校音楽コンクール近畿大会で銀賞を受賞した。
- 水泳部は2007年の全国中学校水泳競技大会で400mメドレーリレーで優勝した。
- 野球部は2017年の大阪府大会で優勝した。

## 交通
- 近鉄南大阪線 北田辺駅 東へ約1000m。
- 大阪シティバス 今川2丁目バス停 西へ約200m。
- 関西本線（大和路線） 東部市場前駅 南へ約1000m。